# Junior Witter
Junior Witter (ur. 10 marca 1974 w Bradford) – angielski bokser, były zawodowy mistrz świata organizacji WBC w kategorii junior półśredniej (do 140 funtów).
Zawodową karierę rozpoczął w styczniu 1997 roku. Już w swojej 18 walce, 24 czerwca 2000 roku, dostał szansę zdobycia tytułu mistrza świata IBF, przegrał jednak na punkty z Zabem Judahem.
Do końca 2004 roku stoczył kilkanaście walk, wszystkie zakończyły się jego zwycięstwem (pokonał m.in. Giuseppe Lauri, Salvatore Bataglię i Polaka, Krzysztofa Bieniasa). 11 lutego 2005 roku, w pojedynku eliminacyjnym WBC, pokonał Australijczyka Lovemore N’dou (N’dou w 3 i 4 rundzie leżał na deskach). W 2005 roku wygrał jeszcze dwie walki, pokonując srebrnego medalistę Igrzysk Olimpijskich w Sydney, Andrija Kotelnyka i Colina Lynesa.
15 września 2006 roku zmierzył się z DeMarcusem Corleyem w walce o wakujący tytuł mistrza świata WBC (tytułu zrzekł się Floyd Mayweather Jr. zmieniając kategorię wagową na wyższą). Witter pokonał Amerykanina na punkty i zdobył pas mistrzowski. Była to jego jedyna walka w 2006 roku.
W 2007 roku obronił swój tytuł dwa razy. 20 stycznia pokonał przez techniczny nokaut w dziewiątej rundzie Meksykanina Arturo Moruę. Niecałe osiem miesięcy później, 7 września, odniósł zwycięstwo nad byłym mistrzem WBA, Vivianem Harrisem (TKO w 7 rundzie).
Swój pas mistrzowski stracił 10 maja 2008 roku, przegrywając po niejednogłośnej decyzji na punkty z Amerykaninem Timothy Bradleyem. Na ring powrócił 8 listopada tego samego roku, nokautując w trzeciej rundzie Victora Hugo Castro.
1 sierpnia 2009 roku stanął przed szansą ponownego zdobycia wakującego tytułu mistrza świata WBC, jednak przegrał z Devonem Alexandrem. W przerwie między ósmą i dziewiątą rundą Witter został najpierw ostrzeżony przez sędziego, aby przestał klinczować, a chwilę później sam zrezygnował z kontynuowania pojedynku i nie wyszedł do walki w dziewiątej rundzie, tłumacząc się później, że odnowiła mu się kontuzja łokcia. Do czasu przerwania walki Alexander wygrywał pojedynek u wszystkich sędziów w stosunku 80-72, 79-73 i 79-73.